# Pablo Giménez
Pablo Giménez (Juan de Mena, Departamento de Cordillera, Paraguay; 26 de junio de 1981) es un futbolista paraguayo. Juega de mediocampista ofensivo y actualmente no tiene equipo.
En 2011 jugó durante el primer semestre en el Deportes Tolima de la Categoría Primera A colombiana. Sin embargo, terminó rescindiendo su contrato con el club tolimense. En julio de 2011 firmó contrato por 1 año con el Sportivo Luqueño de la Primera División de Paraguay. En abril de 2012 le rescindieron el contrato por indisciplina a pedido del Cuerpo Técnico.

## Selección nacional
Con la Selección de fútbol de Paraguay jugó en el Torneo Preolímpico Sudamericano Sub-23 de 2004 y en el torneo de fútbol en los Juegos Olímpicos de Atenas 2004, donde el combinado ganó la medalla de plata.

### Torneos internacionales
| Título                               | Equipo                       | Sede   | Año  |
| ------------------------------------ | ---------------------------- | ------ | ---- |
| Medalla de plata en Juegos Olímpicos | Selección Sub-23 de Paraguay | Atenas | 2004 |
| Medalla de plata en Preolímpico      | Selección Sub-23 de Paraguay | Chile  | 2004 |

## Clubes
| Club                | País     | Año         |
| ------------------- | -------- | ----------- |
| Club Guaraní        | Paraguay | 2001 - 2004 |
| Atlético Mineiro    | Brasil   | 2005        |
| Cerro Porteño       | Paraguay | 2006 - 2008 |
| Chernomorets Burgas | Bulgaria | 2008        |
| Querétaro F. C.     | México   | 2009        |
| Club Guaraní        | Paraguay | 2010        |
| Deportes Tolima     | Colombia | 2011        |
| Sportivo Luqueño    | Paraguay | 2011 - 2012 |